# Dactylochelifer somalicus
Espèce
Dactylochelifer somalicus est une espèce de pseudoscorpions de la famille des Cheliferidae.

## Distribution
Cette espèce est endémique de Somalie. Elle se rencontre vers Ola Uager.

## Description
La femelle holotype mesure 2,2 mm.

## Étymologie
Son nom d'espèce lui a été donné en référence au lieu de sa découverte, la Somalie.

## Publication originale
- Caporiacco, 1937 : Scorpioni, Pedipalpi, Solifugi e Chernetidi di Somalia e Dancalia. Annali del Museo Civico di Storia Naturale di Genova, vol. 58, p. 135–149 (texte intégral).